# Зрізаний ікосаедр

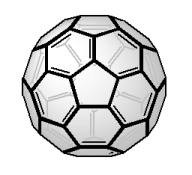
Молекула фулерену C_{60} — зрізаний ікосаедр

Зрі́заний ікоса́едр — многогранник, який складається з 12 правильних п'ятикутників і 20 правильних шестикутників. Має ікосаедричний тип поверхні. У кожній з вершин перетинаються 2 шестикутники і п'ятикутник. Кожен з п'ятикутників зусібіч оточений шестикутниками. Зрізаний ікосаедр — один з найпоширеніших напівправильних многогранників, оскільки саме цю форму має класичний футбольний м'яч (якщо уявити його п'ятикутники і шестикутники, зазвичай пофарбовані чорним і білим кольорами відповідно, плоскими). Цю ж форму має молекула фулерену C60, в якій 60 атомів Карбону відровідають 60-ти вершинам зрізаного ікосадера.

## Пов'язані многогранники та мозаїки
| Симетрія: [5,3], (*532)               | Симетрія: [5,3], (*532) | Симетрія: [5,3], (*532) | Симетрія: [5,3], (*532) | Симетрія: [5,3], (*532) | Симетрія: [5,3], (*532) | Симетрія: [5,3], (*532) | [5,3]+, (532) |
| ------------------------------------- | ----------------------- | ----------------------- | ----------------------- | ----------------------- | ----------------------- | ----------------------- | ------------- |
|                                       |                         |                         |                         |                         |                         |                         |               |
|                                       |                         |                         |                         |                         |                         |                         |               |
| {5,3}                                 | t{5,3}                  | r{5,3}                  | t{3,5}                  | {3,5}                   | rr{5,3}                 | tr{5,3}                 | sr{5,3}       |
| Двоїсті до однорідних багатогранників |                         |                         |                         |                         |                         |                         |               |
|                                       |                         |                         |                         |                         |                         |                         |               |
| V5.5.5                                | V3.10.10                | V3.5.3.5                | V5.6.6                  | V3.3.3.3.3              | V3.4.5.4                | V4.6.10                 | V3.3.3.3.5    |

| Симетрія *n32 n,3  | Сферична   | Сферична   | Сферична   | Сферична   | Евклідова  | Компактна гіперболічна | Компактна гіперболічна | Паракомп.  | Некомпактна гіперболічна | Некомпактна гіперболічна | Некомпактна гіперболічна | Некомпактна гіперболічна |
| Симетрія *n32 n,3  | *232 [2,3] | *332 [3,3] | *432 [4,3] | *532 [5,3] | *632 [6,3] | *732 [7,3]             | *832 [8,3]             | *∞32 [∞,3] | [12i,3]                  | [9i,3]                   | [6i,3]                   | [3i,3]                   |
| ------------------ | ---------- | ---------- | ---------- | ---------- | ---------- | ---------------------- | ---------------------- | ---------- | ------------------------ | ------------------------ | ------------------------ | ------------------------ |
| Фігури             |            |            |            |            |            |                        |                        |            |                          |                          |                          |                          |
| Конфігурація       | 4.6.4      | 4.6.6      | 4.6.8      | 4.6.10     | 4.6.12     | 4.6.14                 | 4.6.16                 | 4.6.∞      | 4.6.24i                  | 4.6.18i                  | 4.6.12i                  | 4.6.6i                   |
| Двоїста            |            |            |            |            |            |                        |                        |            |                          |                          |                          |                          |
| Конфігурація грані | V4.6.4     | V4.6.6     | V4.6.8     | V4.6.10    | V4.6.12    | V4.6.14                | V4.6.16                | V4.6.∞     | V4.6.24i                 | V4.6.18i                 | V4.6.12i                 | V4.6.6i                  |